# ウィリアム・ギャラス
ウィリアム・ギャラス（William Gallas, 1977年8月17日 - ）は、フランス、アニエール＝シュル＝セーヌ出身の同国代表の元サッカー選手。ポジションはディフェンダー。グアドループにルーツを持つ。

## 経歴

### クラブ
フランス代表で同僚のティエリ・アンリと同じく10代半ばまでクレールフォンテーヌ国立研究所（INF）で育っている。SMカーン、オリンピック・マルセイユを経て2001年にプレミアリーグのチェルシーFCへ加入した。
チェルシーFCでは、しばらくはセンターバックとして出場していたもののジョゼ・モウリーニョが監督に就任した2004年夏からはサイドバックとしての出場が増え、かねてから何度もセンターバックでの起用をモウリーニョに切望していたが、ジョン・テリー、リカルド・カルバーリョの両センターバックが欠場でもしない限り、そのポジションでの起用は無く、左サイドバックとして起用されることが多かった。そのために、新たなクラブでの挑戦を再三公言していた。
2006年にはアメリカ遠征を無断欠席した事でクラブの怒りを買い、移籍してきたミヒャエル・バラックに自身の背番号13を勝手にクラブによって奪われ、8月31日に自身＋金銭（500万ポンド）の条件でアーセナルFCのアシュリー・コールとのトレードが成立。アーセナルへと移籍している。アーセナルではディフェンダーとしては珍しい背番号10（ギャラスが来る前はデニス・ベルカンプがつけていた）を背負い、ディフェンスリーダーとしてセンターバックで活躍した。
2007-08シーズンからは移籍したティエリ・アンリに代わってキャプテンを務めることになった。当初は、クラブの補強について苦言を呈していた彼のキャプテン就任に疑問を持つ者も多かったが、キャプテンを任されてからはチームを鼓舞し、貴重な時間に得点を奪うなどチームを牽引する活躍を見せた。しかし2008年になるとチームメイトを批判したこと（ロビン・ファン・ペルシへの非難と見られているが、クラブ側はこれを強く否定）によって、キャプテンを剥奪された。サミル・ナスリは「ギャラスとは喋らない」と明らかにしている。ただし、ナスリ自身も、試合後の更衣室での議論で、ナスリがボールを失ったことにギャラスが落胆を示したときに、暴言を吐かれたとギャラスに暴露されている。
2010年8月22日、アーセナル最大のライバルであるトッテナム・ホットスパーFCにハリー・レドナップの熱望によりフリーで加入した。週給はアーセナル時代の半分程度で、背番号は再び13を背負うことになった。ライバルチームからの移籍ということで最初はファンから懐疑の声が出たが、ビッグクラブを渡り歩いたキャプテンシーを発揮しトッテナムの大黒柱として活躍。チャンピオンズリーグを戦うチームにとって欠かせない戦力となった。
2012-13シーズン終了後、契約満了につき退団決定。10月23日にAリーグのパース・グローリーFCに加入した。
2014年10月16日、現役引退を表明した。

### 代表
フランス代表ではマルセル・デサイーの後継者として守備陣のリーダー的役割を担い、2006年のドイツW杯ではリリアン・テュラムと共に鉄壁のセンターバックコンビを形成し決勝進出の立役者の一人となった（結果は準優勝）。2009年11月18日の2010年南アフリカW杯欧州予選プレーオフ・アイルランド戦では、延長前半10分に決勝ゴールを挙げてワールドカップ出場に貢献した。本大会もスタメンで出場したが、グループリーグ敗退に終わった。
2011年6月6日、代表引退を表明した。

## 代表歴

### 出場大会
- フランス代表
  - 2006 FIFAワールドカップ
  - 2010 FIFAワールドカップ

### 試合数
- 国際Aマッチ 84試合 5得点（2002年-2010年）[3]

| フランス代表 | 国際Aマッチ | 国際Aマッチ |
| 年           | 出場        | 得点        |
| ------------ | ----------- | ----------- |
| 2002         | 3           | 0           |
| 2003         | 8           | 0           |
| 2004         | 15          | 0           |
| 2005         | 11          | 1           |
| 2006         | 15          | 1           |
| 2007         | 7           | 0           |
| 2008         | 10          | 0           |
| 2009         | 9           | 2           |
| 2010         | 6           | 1           |
| 通算         | 84          | 5           |

## タイトル
SMカーン
- ディヴィジョン・ドゥ：1回（1995-96）

チェルシーFC
- プレミアリーグ：2回（2004-05、2005-06）
- EFLカップ：1回（2004-05）
- FAコミュニティ・シールド：1回（2005）

フランス代表
- FIFAコンフェデレーションズカップ：1回（2003）

個人
- ディヴィジオン・アン新人王：1回（1999）
- PFA年間ベストイレブン：2回（2002-03、2005-06）
- ヨーロピアン・スポーツ・メディア欧州年間ベストイレブン：1回（2007-08）